# Aetheca thamba.
Aetheca thamba. är en loppart som först beskrevs av Jordan 1929.  Aetheca thamba. ingår i släktet Aetheca och familjen fågelloppor. Inga underarter finns listade i Catalogue of Life.